# Эфиопия на летних Олимпийских играх 1968
На Олимпийских играх 1968 года сборная команда Эфиопии завоевала 1 золотую и 1 серебряную медали.

## Золото
| Золото |                |                                    |
| #      | Спортсмен (-ы) | Вид спорта (дисциплина)            |
| 1      | Мамо Волде     | Лёгкая атлетика, мужчины. Марафон. |

## Серебро
| Серебро |                |                                          |
| #       | Спортсмен (-ы) | Вид спорта (дисциплина)                  |
| 1       | Мамо Волде     | Лёгкая атлетика, мужчины. Бег, 10 000 м. |